# ولیکا مریشتا
ولیکا مریشتا (به لاتین: Velika Marišta}} یک عوارض جغرافیایی در صربستان است که در Mionica واقع شده‌است.